# Kruipende boterbloem
De kruipende boterbloem (Ranunculus repens) is een plant uit de ranonkelfamilie (Ranunculaceae). De soort vermeerdert zich gemakkelijk met zijn kruipende, bebladerde uitlopers die wortelen op de knopen. Hierdoor kan snel een grote oppervlakte bedekt worden. Hij is net als de meeste boterbloemen licht giftig, daarom zullen grazers hem laten staan.

## Botanische beschrijving

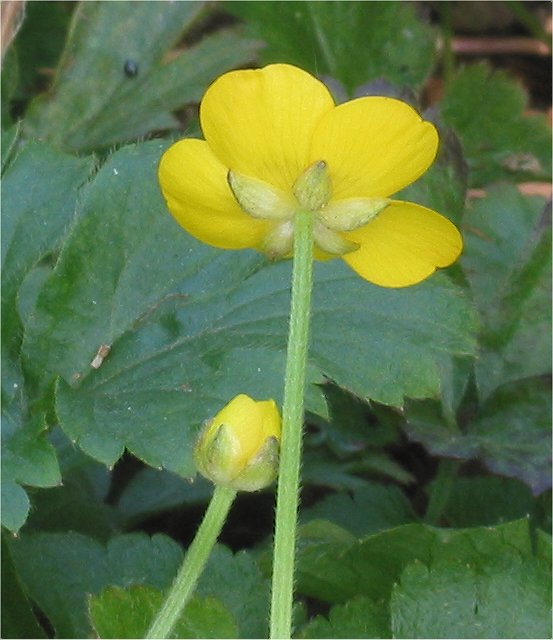
Kelkbladen en gegroefde steel

De plant heeft langgesteelde en meestal behaarde bladeren in rozetvorm. De bladeren zijn in drie lobben verdeeld. De middelste lob is gesteeld. De plant wordt 10-50 cm hoog. De plant bloeit van april tot juli. De botergele bloem heeft uit vijf rechte, licht behaarde kelkbladeren.
De plant ontwikkelt gladde vruchtjes met een korte gebogen snavel op een bolvormig vruchthoofdje.
De kruipende boterbloem wordt vanwege de gelijkende bladeren soms verward met de scherpe boterbloem (Ranunculus acris), maar bij de kruipende boterbloem is de steel van het middelste deelblaadje van de onderste bladeren steeds een stuk langer dan bij de twee andere deelbladeren. De bloemsteel is opstijgend met uitlopers en altijd gegroefd, dit is nooit het geval bij de scherpe boterbloem.

## Voorkomen
De kruipende boterbloem komt voor op open of grazige zonnige tot licht beschaduwde plaatsen, met een vochtig tot nat en matig tot voedselrijk milieu. Hij gedijt op vrijwel alle grondsoorten. De soort is  algemeen op akkers, braakliggende terreinen, vochtige weiden en andere vochtige plaatsen. Hij komt in grote delen van Europa en Azië voor. 

## Volksnamen
Andere benamingen: kraaiepoten, selsate